# Earl of Cambridge
Earl of Cambridge war ein erblicher britischer Adelstitel, der siebenmal in der Peerage of England verliehen wurde. Ab der zweiten Verleihung wurde der Titel an Mitglieder der englischen königlichen Familie, bei der vierten Verleihung an Angehörige der schottischen Königsfamilie, verliehen. Der Titel ist nach der englischen Stadt Cambridge benannt.

## Verleihungen
Der Titel wurde erstmals am 7. Mai 1340 von König Eduard III. dem deutschen Adligen Wilhelm I., Markgraf von Jülich, verliehen. Der Titel wurde ihm spätestens 1361 aberkannt, sodass er ihn nicht vererben konnte. Am 13. November 1362 verlieh Eduard III. den Titel an seinen fünften Sohn, Edmund of Langley, den er am 6. August 1385 auch zum Duke of York erhob. Sein Sohn, der 2. Duke, verzichtete 1414 auf den Earlstitel, der 1. Mai 1414 in dritter Verleihung dessen jüngerem Bruder Richard of Conisburgh verliehen wurde. Er wurde am 5. August 1415 wegen Hochverrats hingerichtet und der Titel ihm aberkannt. Er wurde erst 1426 für seinen Sohn Richard wiederhergestellt, der 1415 auch den Titel 3. Duke of York geerbt hatte. Dessen Sohn, der 4. Duke, wurde 1461 als Eduard IV. zum König von England gekrönt, wodurch seine Titel durch Verschmelzung mit der Krone erloschen.
In vierter Verleihung wurde der Titel am 16. Juni 1619 zusammen mit dem nachgeordneten Titel Baron Innerdale für James Hamilton, 2. Marquess of Hamilton neu geschaffen. Er stand damals an sechster Stelle der schottischen Thronfolge, sein Großvater James Hamilton, 2. Earl of Arran, war Heir Presumptive von und Regent für Königin Maria von Schottland. Er war bereits seit 1604 2. Marquess of Hamilton und seit 1609 4. Earl of Arran. Sein Sohn, der 2. Earl, wurde 1643 zum Duke of Hamilton erhoben. Beim Tod von dessen Sohn, dem 2. Duke, 1651 erlosch das Earldom Cambridge.
Am 13. Mai 1659 wurde der Titel in fünfter Verleihung an Henry Stuart, den dritten Sohn König Karls I. verliehen, zusammen mit dem übergeordneten Titel Duke of Gloucester. Die Titel erloschen bei seinem kinderlosen Tod 1660.
In sechster Verleihung wurde der Titel am 23. August 1664 für James Stuart, den zweiten Sohn König Jakobs II., neu geschaffen. Die Earlswürde wurde ihm zusammen mit den Titeln Duke of Cambridge und Baron of Dauntsey verliehen. Die Titel erloschen, als er am 20. Juni 1667 im Alter von nur drei Jahren starb. Dieselben drei Titel wurden sodann am 7. Oktober 1667 dessen jüngerem Bruder Edgar Stuart, dem vierten Sohn König James II. Dieser starb ebenfalls dreijährig am 8. Juni 1671, so dass die Titel erloschen.

## Liste der Earls of Cambridge

### Earls of Cambridge, erste Verleihung (1340)
- Wilhelm von Jülich, 1. Earl of Cambridge (1299–1361)

### Earls of Cambridge, zweite Verleihung (1362)
- Edmund of Langley, 1. Duke of York, 1. Earl of Cambridge (1341–1402)
- Edward of Norwich, 2. Duke of York, 2. Earl of Cambridge (1373–1415) (Titelverzicht 1414)

### Earls of Cambridge, dritte Verleihung (1414)
- Richard of Conisburgh, 1. Earl of Cambridge (1375–1415), (Titel verwirkt 1415)
- Richard Plantagenet, 3. Duke of York, 2. Earl of Cambridge (1412–1460) (Titel wiederhergestellt 1426)
- Edward Plantagenet, 4. Duke of York, 3. Earl of Cambridge (1442–1483) (1461 mit der Krone vereinigt)

### Earls of Cambridge, vierte Verleihung (1619)
- James Hamilton, 2. Marquess of Hamilton, 1. Earl of Cambridge (1589–1625)
- James Hamilton, 1. Duke of Hamilton, 2. Earl of Cambridge (1606–1649)
- William Hamilton, 2. Duke of Hamilton, 3. Earl of Cambridge (1616–1651)

### Earls of Cambridge, fünfte Verleihung (1659)
- Henry Stuart, Duke of Gloucester, Earl of Cambridge (1640–1660)

### Earls of Cambridge, sechste Verleihung (1664)
- James Stuart, Duke of Cambridge, Earl of Cambridge (1663–1667)

### Earls of Cambridge, siebte Verleihung (1667)
- Edgar Stuart, Duke of Cambridge, Earl of Cambridge (1667–1671)